# Haruko Matsuda
Haruko Matsuda (jap. 松田 治子, Matsuda Haruko; * 11. Januar 1972 in der Präfektur Kumamoto) ist eine japanische Badmintonspielerin.

## Karriere
Haruko Matsuda nahm 2000 zusammen mit Yoshiko Iwata im Damendoppel an den Olympischen Sommerspielen in Sydney teil. Sie verlor dabei in Runde zwei und wurde somit 9. in der Endabrechnung. In den Jahren 1991, 1996 und 1998 gewann sie die japanischen Einzelmeisterschaften. 2000 siegte sie bei den Polish Open.

## Sportliche Erfolge
| Saison    | Veranstaltung                               | Disziplin   | Platz | Name                              |
| --------- | ------------------------------------------- | ----------- | ----- | --------------------------------- |
| 1991      | Japan: Einzelmeisterschaften                | Mixed       | 1     | Yasumasa Tsujita / Haruko Matsuda |
| 1996      | Japan: Einzelmeisterschaften                | Mixed       | 1     | Norio Imai / Haruko Matsuda       |
| 1996      | Japan: Einzelmeisterschaften                | Damendoppel | 1     | Yoshiko Iwata / Haruko Matsuda    |
| 1997      | Taiwan Open                                 | Damendoppel | 2     | Haruko Matsuda / Yoshiko Iwata    |
| 1997      | Indonesian Open                             | Damendoppel | 3     | Yoshiko Iwata / Haruko Matsuda    |
| 1997/1998 | Dänemark: Internationale Meisterschaften    | Damendoppel | 2     | Yoshiko Iwata / Haruko Matsuda    |
| 1998      | Japan: Einzelmeisterschaften                | Damendoppel | 1     | Haruko Matsuda / Yoshiko Iwata    |
| 1998      | Japan Open                                  | Damendoppel | 5     | Yoshiko Iwata / Haruko Matsuda    |
| 1999      | Taiwan Open                                 | Damendoppel | 5     | Haruko Matsuda / Yoshiko Iwata    |
| 1999/2000 | Deutschland: Internationale Meisterschaften | Damendoppel | 2     | Yoshiko Iwata / Haruko Matsuda    |
| 2000      | Olympia                                     | Damendoppel | 9     | Yoshiko Iwata / Haruko Matsuda    |
| 2000      | Polish International                        | Damendoppel | 1     | Haruko Matsuda / Yoshiko Iwata    |
| 2000      | Swedish Open                                | Damendoppel | 2     | Yoshiko Iwata / Haruko Matsuda    |
| 2000      | All England                                 | Damendoppel | 5     | Yoshiko Iwata / Haruko Matsuda    |
| 2000      | Japan Open                                  | Damendoppel | 5     | Haruko Matsuda / Yoshiko Iwata    |